# Euldorf
Euldorf ist ein Ortsteil der Landstadt Herrnhut im sächsischen Landkreis Görlitz in der Oberlausitz.
Der Ortsteil liegt 2 km südöstlich von Herrnhut am Rande des Eulbuschs und besteht nur aus wenigen Häusern und Höfen. Das größte Anwesen ist der 1827 errichtete Eulkretscham an der K8610. Die kurz vor der Mündung des Erlichbachs in den Petersbach an letzterem gelegene Eulmühle wurde im Jahr 2012, bis auf das Eingangsportal und das Sägewerk, abgerissen.

## Geschichte

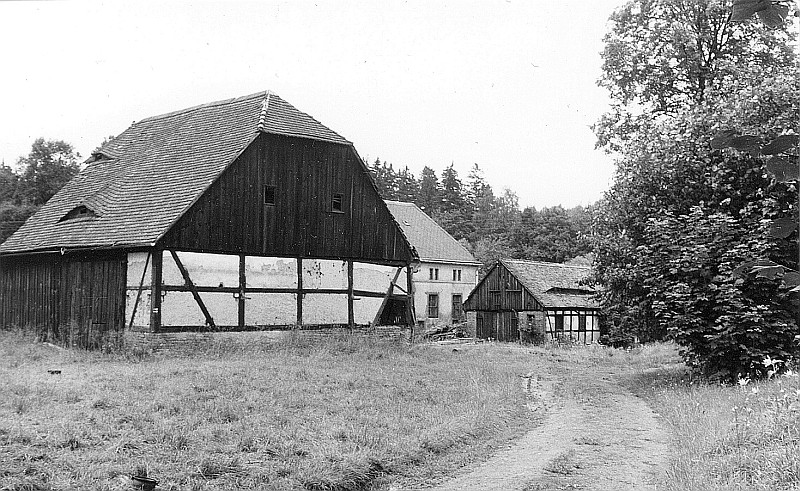
Gehöft der Eulmühle (1986)

Euldorf entstand mit sechs Gärtnerstellen rund um die am Petersbach gelegene Wassermühle. Erstmals erwähnt wurde das „Halbdörfel an den Wiesen“ 1481, eine weitere Erwähnung stammt aus dem 16. Jahrhundert und spricht von der „wohlerbaute[n] steinerne[n] Eul-Möhle“.
Um das Vorwerk Euldorf des Rittergutes Großhennersdorf entstand im 19. Jahrhundert eine Häusergruppe in der Flur Großhennersdorfs. Die Einwohnerzahl dieser Häusergruppe lag unter 100.
Die Eulmühle diente als Getreidemühle, die Mühlentechnik wurde jedoch während des Zweiten Weltkriegs demontiert. Das Sägewerk, welches durch ein zweites Mühlrad angetrieben wurde, war bis 1990 in Betrieb. Von der Eulmühle blieben nach dem Abriss 2012 nur das Portal des Hauptgebäudes und das Sägewerk als technisches Denkmal im Eigentum der Stadt Herrnhut erhalten. Durch die Lage im Staubereich des Hochwasserrückhaltebeckens Rennersdorf/O.L. soll es jedoch beim Einstau sich selbst überlassen und damit aufgegeben werden, wie der Probestau im Februar 2017 ergab.
Die Gemeinde Großhennersdorf wurde am 1. Januar 2011 nach Herrnhut eingemeindet und Euldorf somit ein Ortsteil der Stadt.

## Belege und weiterführende Verweise